# Claville
Claville és un municipi francès situat al departament de l'Eure i a la regió de Normandia. L'any 2007 tenia 1.039 habitants.

## Demografia

### Població
El 2007 la població de fet de Claville era de 1.039 persones. Hi havia 382 famílies, de les quals 56 eren unipersonals (28 homes vivint sols i 28 dones vivint soles), 135 parelles sense fills, 175 parelles amb fills i 16 famílies monoparentals amb fills.
La població ha evolucionat segons el següent gràfic:
Habitants censats

### Habitatges
El 2007 hi havia 411 habitatges, 385 eren l'habitatge principal de la família, 9 eren segones residències i 17 estaven desocupats. 405 eren cases i 3 eren apartaments. Dels 385 habitatges principals, 334 estaven ocupats pels seus propietaris, 43 estaven llogats i ocupats pels llogaters i 8 estaven cedits a títol gratuït; 3 tenien una cambra, 5 en tenien dues, 38 en tenien tres, 107 en tenien quatre i 232 en tenien cinc o més. 314 habitatges disposaven pel capbaix d'una plaça de pàrquing. A 128 habitatges hi havia un automòbil i a 244 n'hi havia dos o més.

### Piràmide de població
La piràmide de població per edats i sexe el 2009 era:
| Homes | Edats   | Dones |
| ----- | ------- | ----- |
| 0     | 95 o +  | 0     |
| 0     | 90 a 94 | 0     |
| 0     | 85 a 89 | 4     |
| 4     | 80 a 84 | 4     |
| 12    | 75 a 79 | 8     |
| 8     | 70 a 74 | 4     |
| 8     | 65 a 69 | 8     |
| 20    | 60 a 64 | 28    |
| 16    | 55 a 59 | 24    |
| 40    | 50 a 54 | 24    |
| 40    | 45 a 49 | 24    |
| 48    | 40 a 44 | 60    |
| 68    | 35 a 39 | 52    |
| 48    | 30 a 34 | 60    |
| 24    | 25 a 29 | 28    |
| 12    | 20 a 24 | 12    |
| 40    | 15 a 19 | 32    |
| 48    | 10 a 14 | 64    |
| 56    | 5 a 9   | 52    |
| 28    | 0 a 4   | 32    |

## Economia
El 2007 la població en edat de treballar era de 724 persones, 548 eren actives i 176 eren inactives. De les 548 persones actives 510 estaven ocupades (259 homes i 251 dones) i 38 estaven aturades (19 homes i 19 dones). De les 176 persones inactives 74 estaven jubilades, 70 estaven estudiant i 32 estaven classificades com a «altres inactius».

### Ingressos
El 2009 a Claville hi havia 381 unitats fiscals que integraven 1.029 persones, la mediana anual d'ingressos fiscals per persona era de 21.460 €.

### Activitats econòmiques
Dels 36 establiments que hi havia el 2007, 1 era d'una empresa alimentària, 1 d'una empresa de fabricació de material elèctric, 1 d'una empresa de fabricació d'altres productes industrials, 9 d'empreses de construcció, 10 d'empreses de comerç i reparació d'automòbils, 1 d'una empresa de transport, 2 d'empreses d'hostatgeria i restauració, 7 d'empreses de serveis, 2 d'entitats de l'administració pública i 2 d'empreses classificades com a «altres activitats de serveis».
Dels 12 establiments de servei als particulars que hi havia el 2009, 2 eren tallers de reparació d'automòbils i de material agrícola, 3 paletes, 1 guixaire pintor, 2 fusteries, 1 lampisteria, 1 electricista, 1 perruqueria i 1 restaurant.
Dels 4 establiments comercials que hi havia el 2009, 1 era una botiga de menys de 120 m², 1 una fleca, 1 una llibreria i 1 una sabateria.
L'any 2000 a Claville hi havia 15 explotacions agrícoles que ocupaven un total de 1.356 hectàrees.

## Equipaments sanitaris i escolars
El 2009 hi havia una escola elemental.

## Poblacions més properes
El següent diagrama mostra les poblacions més properes.